# Evropské město
Přívlastek Evropské město (německy Europastadt) mohou užívat některá města, která se významným způsobem zasloužila o porozumění v rámci Evropy.
Ačkoli některá z měst, která se nazývají Evropskými městy, byla oceněna Evropskou cenou Výboru ministrů Rady Evropy, nemá toto ocenění nic společného s označením Evropské město. Taktéž se nejedná o oficiální titul nebo jinak chráněné označení. Označení Evropské město si obce udělují samy.
Následuje několik příkladů Evropských měst:

## Německo
- Cáchy, ležící na trojmezí Nizozemska, Belgie a Německa
- Bocholt
- Breisach am Rhein
- Castrop-Rauxel
- Koburk (od 30. května 2005)
- Darmstadt
- Eisfeld
- Frankfurt nad Mohanem, sídlo Evropské centrální banky a Evropského výboru pojišťovnictví
- Zhořelec se svým polským sesterským městem Zgorzelec, Evropské město Görlitz/Zgorzelec.
- Guben (1991)
- Ředvice (propůjčení čestného praporu roku 1995, propůjčení čestného odznaku roku 2000)
- Neustadt in Holstein
- Northeim (od roku 1975)
- Pasov (propůjčení čestného praporu 1970, propůjčení Evropské ceny roku 1980)
- Röttingen (1953)
- Saarlouis, na trojmezí Francie, Lucemburska a Německa (2006)
- Schwarzenbek
- Traunreut
- Schotten
- Stolberg (Harz)
- Villingen-Schwenningen 1976 propůjčení Evropské ceny Výboru ministrů Rady Evropy
- Würzburg (propůjčení Evropské ceny roku 1973)

## Rakousko
- Feldbach
- Innsbruck
- Kapfenberg
- Mödling
- St. Pölten
- Vídeňské Nové Město

## Francie
- Štrasburk, sídlo různých evropských institucí

## Belgie
- Brusel